# Sandro Gentili
Sandro Gentili (1954) è un italianista italiano.

## Biografia
È stato borsista presso la Fondazione Primo Conti, Centro di documentazione e ricerche sulle avanguardie storiche di Fiesole, poi ricercatore presso l’Università degli Studi di Sassari e quella di Perugia. Dal 1996 ha ricoperto diversi ruoli come docente in ambito universitario: è stato professore supplente di Storia della Lingua Italiana all’Università degli Studi di Trieste, ha lavorato all' Università di Perugia, prima come professore di Italiano e Lingua e Letteratura Italiana presso la SSIS, poi come professore associato di Letteratura Italiana e dal 2010 al 2013 come Professore straordinario di Letteratura Italiana Contemporanea. 
È professore ordinario di Letteratura italiana all’Università degli Studi di Perugia dal 2013.
I suoi lavori e i suoi settori di ricerca vanno dalla letteratura realistica del Settecento, abbracciano le opere di Ugo Foscolo, di Gabriele D'Annunzio e le avanguardie storiche, fino alla poesia e alla critica letteraria del primo Novecento. 
È autore di numerose monografie e di importanti saggi pubblicati in miscellanee e riviste e curatore di edizioni di testi riferiti principalmente a Giovanni Papini e Giuseppe Prezzolini e in particolare al carteggio. Dal 1999 al 2013 ha curato l'organizzazione scientifica di numerosi convegni. Ha poi diretto la collana "Testi e studi di letteratura italiana" edita da Morlacchi ed ha partecipato al comitato scientifico di "Quaderni del '900", rivista annuale di letteratura e cultura italiana.

## Opere principali
- Trionfo e crisi del modello dannunziano: “Il Marzocco” Angelo Conti, Dino Campana, Firenze, Vallecchi, 1981
- Metodologismo, darwinismo e antropologia nella critica letteraria positivista, Povegliano veronese, CLUEB, 1981
- Gli anni di apprendistato di G. A. Borgese, Verona, Gutenberg, 1991
- La critica letteraria del Novecento (1900-1960), Firenze, Le Lettere, 1996
- I codici autobiografici di Ugo Foscolo, Roma, Bulzoni, 1997
- Inventario dell’Archivio Papini, Roma, Edizioni di Storia e Letteratura, 1998 (in collaborazione con G. Manghetti)
- Novecento letterario in Toscana. Studi e documenti, Roma, Bulzoni, 2000
- Quaedam divina voluptas atque horror e altri studi foscoliani, Roma, Bulzoni, 2006